# Mohall
Mohall é uma cidade localizada no estado norte-americano de Dacota do Norte, no Condado de Renville.

## Demografia
Segundo o censo norte-americano de 2000, a sua população era de 812 habitantes.
Em 2006, foi estimada uma população de 756, um decréscimo de 56 (-6.9%).

## Geografia
De acordo com o United States Census Bureau tem uma área de
2,8 km², dos quais 2,8 km² cobertos por terra e 0,0 km² cobertos por água.

## Localidades na vizinhança
O diagrama seguinte representa as localidades num raio de 24 km ao redor de Mohall.